# El Azadoe
El Azadoe es el nombre que recibe el interfluvio existente entre el Barranco de Santiago y su afluente el Barranco de Guarimiar, en la isla canaria de La Gomera (España). Está situado en el límite municipal entre Alajeró y San Sebastián de La Gomera. Su parte más baja, que recibe el nombre de Lomo de Azadoe es un espolón muy agudo. La parte más alta presenta una mayor anchura, encontrándose en ella algunas casas y cultivos. 
- El contenido de este artículo incorpora material de una entrada de Enciclopedia Guanche, publicada en castellano bajo la licencia CC-BY-SA 4.0.

- Datos: Q5820916